# Douglas DC-4E
Die Douglas DC-4E war ein großes viermotoriges Passagierflugzeug von 1938, wobei „E“ für „Experimental“ steht.
Das Muster hat nichts mit der späteren Douglas DC-4/C-54 zu tun.

## Geschichte

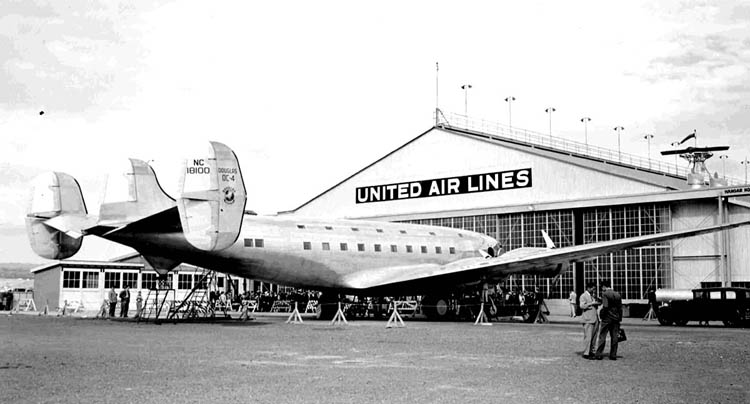
DC-4E vor der Halle in Oakland

Die Fluggesellschaft United Air Lines hatte der Douglas Aircraft Company im kalifornischen Santa Monica den Auftrag gegeben, ein Langstreckenflugzeug zu entwickeln, das mit nur einer Zwischenlandung von Küste zu Küste der USA fliegen können sollte. Finanziert wurde diese Entwicklung von United Air Lines, Transcontinental and Western Air (T&WA), Eastern Air Lines, American Airlines und Pan American Airways (Pan Am), die insgesamt 1,634 Millionen Dollar zahlten. Wie bei der Lockheed Constellation wurde eine dreifache Anordnung des Seitenleitwerks gewählt, um die Maschine in normal hohen Hallen unterbringen zu können. Die DC-4E flog nach 18 Monaten Bauzeit am 7. Juni 1938. Die Flugerprobung erbrachte keine nennenswerten Probleme. Die Maschine wurde jedoch bald als zu groß für den Bedarf der Fluggesellschaften angesehen, worauf Douglas sich auf den Bau der späteren DC-4 konzentrierte.

## Grundlage für einen schweren japanischen Bomber

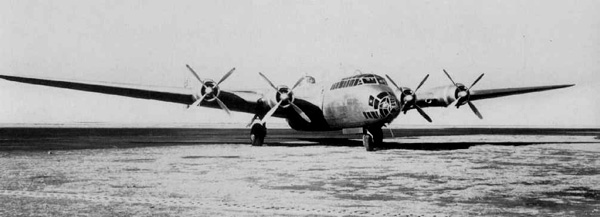
Nakajima G5N, Prototyp

Die japanische Marine trug sich schon lange mit dem Gedanken an einen schweren Langstreckenbomber. Da der japanischen Flugzeugindustrie Erfahrungen mit einem modernen derartig großen Flugzeug fehlten, wurde im Ausland Ausschau gehalten. Ende 1939 wurde die einzige je gebaute DC-4E an die Japan Airways Company verkauft, die sie umgehend der japanischen Marine und der Firma Nakajima überließ. Die Maschine wurde genau untersucht und diente als Grundlage für den Langstreckenbomber Nakajima G5N. Eine ähnliche Vorgehensweise war schon 1932 von Mitsubishi mit der Junkers K 51/Ki 20 angewandt worden. Allerdings musste die amerikanische Konstruktion zunächst auf das metrische System übertragen werden.
Es entstanden sechs Prototypen. Tragflächen und Fahrwerk wurden nahezu unverändert übernommen, der Rumpf an die Aufgaben eines Bombers angepasst und das mittlere Seitenleitwerk weggelassen. Der Erstflug der G5N fand am 8. April 1941 statt. Der Antrieb erfolgte zunächst durch Nakajima-NK7A-„Mamori“-Motoren, ab Nr. 3 dann durch vier zuverlässigere Doppelsternmotoren Mitsubishi MK4B 12 „Kasei“. Motoren in der 2000-PS-Klasse wie bei der vergleichbaren Boeing B-29 standen allerdings nicht zur Verfügung. Die Leistungen blieben folglich enttäuschend und die Maschinen wurden als Transporter verwendet. Die für das Heer vorgesehenen Varianten Ki-68 und Ki-85 wurden nicht gebaut.
Im Jahr 1942 startete nunmehr die Kaiserlich Japanische Armee das „Projekt Z“. Dieses sollte ähnlich dem deutschen Amerika-Bomber einen interkontinentalen Bomber hervorbringen, der von Japan aus Nordamerika erreichen sollte. Entwürfe wurden der Kaiserlich Japanischen Armee von Kawasaki und Nakajima vorgelegt. Die Firma Nakajima wurde schließlich ausgewählt einen sechsmotorigen Bomber von den Dimensionen der späteren Convair B-36 zu entwerfen, da sie ja Erfahrungen im Großflugzeugbau gewonnen hatte, die auf einem bereits fliegenden und erprobtem Muster beruhten. Allerdings standen nach wie vor keine ausreichend starken Motoren für den G10N genannten Entwurf zur Verfügung. Im Juli 1944 wurden das „Projekt Z“ sowie weitere Projekte zur Entwicklung überschwerer Bomber abgebrochen und Nakajima entwarf den kleineren Bomber G8N „Renzan“. Dieser entsprach in seinen Abmessungen etwa der Boeing B-17 oder Consolidated B-24.

## Technische Daten
| Kenngröße             | Daten                                                                                              |
| --------------------- | -------------------------------------------------------------------------------------------------- |
| Besatzung             | 3                                                                                                  |
| Passagiere            | 42                                                                                                 |
| Länge                 | 29,74 m                                                                                            |
| Spannweite            | 42,14 m                                                                                            |
| Höhe                  | 7,48 m                                                                                             |
| Flügelfläche          | 200,2 m²                                                                                           |
| Flügelstreckung       | 8,9                                                                                                |
| Leermasse             | 19.324 kg                                                                                          |
| Startmasse            | 27.921 kg                                                                                          |
| Reisegeschwindigkeit  | 322 km/h                                                                                           |
| Höchstgeschwindigkeit | 349 km/h                                                                                           |
| Gipfelhöhe            | 7000 m                                                                                             |
| Reichweite            | ca. 3500 km                                                                                        |
| Triebwerke            | 4 × 14-Zyl.-Doppelsternmotoren Pratt & Whitney R-2180-S1A1-Twin Hornet, je 1.450 PS (ca. 1.070 kW) |